# Olost
Olost település Spanyolországban, Barcelona tartományban. Lakosainak száma 1216 fő (2024).

## Földrajza
Olost Perafita, Sant Boi de Lluçanès, Sobremunt, Sant Bartomeu del Grau, Oristà, Prats de Lluçanès és Sant Martí d’Albars községekkel határos.

## Népesség
A település lakosságának változását az alábbi diagram mutatja:
| Lakosok száma | 451  | 928  | 1129 | 1018 | 948  | 1187 | 1217 | 1186 | 1198 | 1216 |
|               | 1717 | 1887 | 1936 | 1960 | 1986 | 2004 | 2009 | 2014 | 2019 | 2024 |